# جائزة الولايات المتحدة الكبرى 2013
جائزة الولايات المتحدة الكبرى 2013 (بالإنجليزية: 2013 United States Grand Prix)‏ هو سباق فورمولا 1 أقيم بتاريخ نوفمبر 17 2013 في حلبة الأمريكتين، مقاطعة ترافيز، أوستن. كان الثامن عشر من أصل 19 في بطولة العالم لسباقات الفورمولا واحد موسم 2013. حلّ الألماني سباستيان فيتل أولا بينما جاء الفرنسي رومان غروجان في المركز الثاني وحصل على المركز الثالث الأسترالي مارك ويبر.